# کوه یزدجرد
کوه یزدجرد یا کوه یزدگرد در جنوب شهرستان ملایر در استان همدان واقع شده‌است.  بلندترین قلهٔ آن  ۲۴۸۷ متر از سطح دریا ارتفاع دارد.